# Treppensteiger

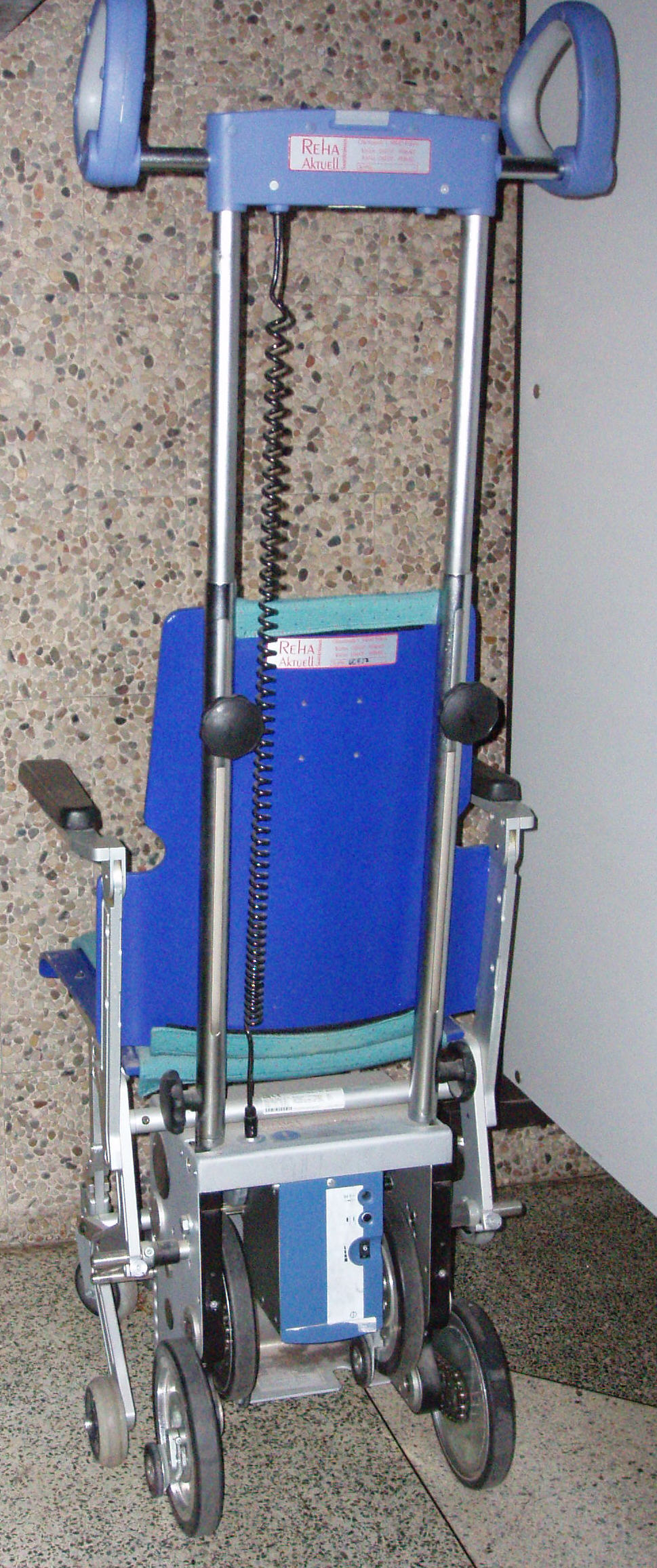
Treppensteiger mit festem Sitz, Ansicht von hinten

Unter dem Begriff Treppensteiger oder auch Treppensteiggerät und Treppenraupe versteht man ein Transportmittel, das  mittels eines speziellen Räder- oder Raupensystems in der Lage ist, Lasten über Treppen hinauf- oder hinunterzutransportieren.

## Personentransport

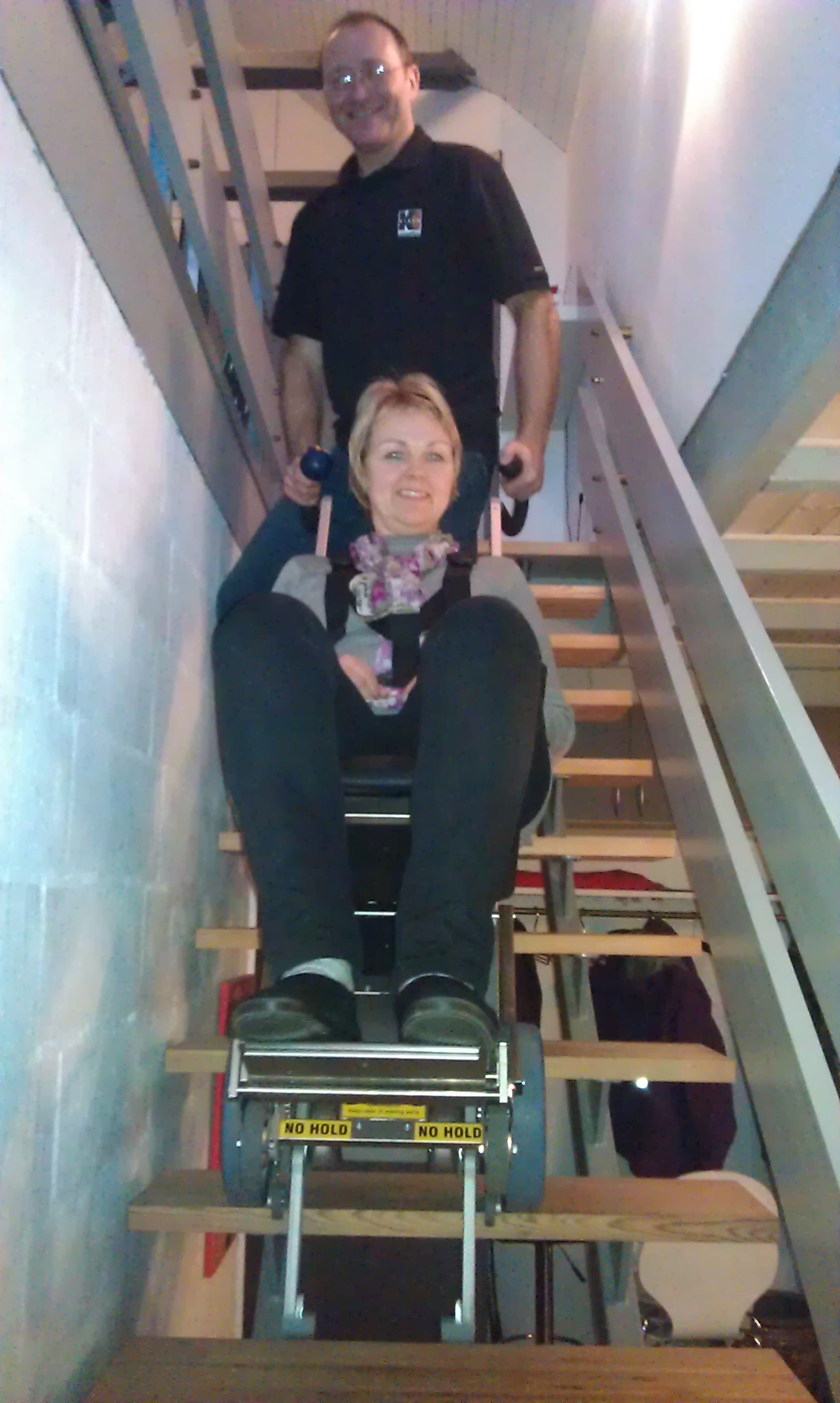
Treppensteiger, Ansicht von vorn

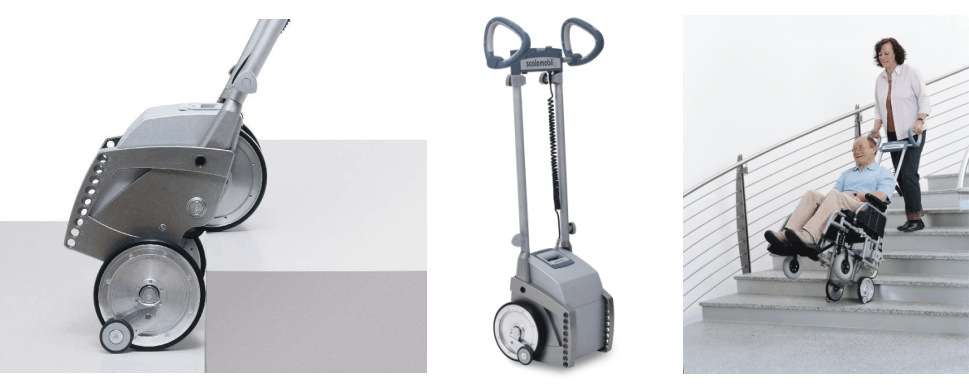
Treppensteiger für die Rollstuhl-Mitnahme

Solche Geräte gibt es auch für den Treppentransfer von Personen im Rollstuhl. Sie haben gegenüber fest installierten Treppenliften den Vorteil, dass sie ohne großen Aufwand transportiert werden können und somit variabel auf allen zu überwindenden Treppen jederzeit eingesetzt werden können. Außerdem können solche Treppensteiger auch von Gehbehinderten verwendet werden, die in Mietwohnungen leben, da im Gegensatz zum Treppenlift weder Installation noch bauliche Veränderungen notwendig sind. Bei diesen Geräten ist der Benutzer jedoch auf die Hilfe einer zweiten Person angewiesen.
Neben den Treppensteigern als Zusatzgerät gibt es auch spezielle Elektrorollstühle mit einem integrierten Treppensteigantrieb. Mit diesen ist es für den Benutzer möglich, zumindest gerade verlaufende Treppen ohne Hilfe zu bewältigen.

## Gütertransport
Es gibt derartige Systeme mit sternförmig angeordneten Räderpaaren, die den Lastentransport über die Treppe mit Muskelkraft erleichtern. Geräte mit elektrischer Antriebsvorrichtung in unterschiedlichen Ausführungen können den Kraftaufwand erheblich vermindern.

## Treppenraupe
Die  Treppenraupe dient der sicheren Beförderung von gehbeeinträchtigten Personen über gerade Treppen auf- und abwärts.

## Normen
- DIN ISO 7176  Rollstühle, Teil 23: Anforderungen und Prüfung für begleitergesteuerte Geräte zur Überwindung von Stufen
- DIN ISO 7176  Rollstühle, Teil 24: Anforderungen und Prüfung für benutzergesteuerte Treppensteiger
- DIN ISO 7176  Rollstühle, Teil 28: Anforderungen und Prüfverfahren für Geräte zum Treppensteigen